# Jeep Avenger
Jeep Avenger — субкомпактный кроссовер, производимый американской компанией Chrysler (отделение Jeep).

## Описание
Автомобиль Jeep Avenger впервые был представлен 8 сентября 2022 года в Париже. С октября 2022 года на его базе производится гибридный автомобиль. Модель производится на платформе STLA Small, которая является дальнейшим развитием платформы CMP (eCMP для электромобиля), разработанной PSA Group. На её базе выпускаются Peugeot 2008, Opel Mokka и DS 3 Crossback.

В отличие от других моделей, Jeep Avenger разрабатывался в Италии и производится в Польше. В основном, модель продаётся в Европе. Планируются продажи в Японии и Южной Корее. В США модель официально не поставляется.

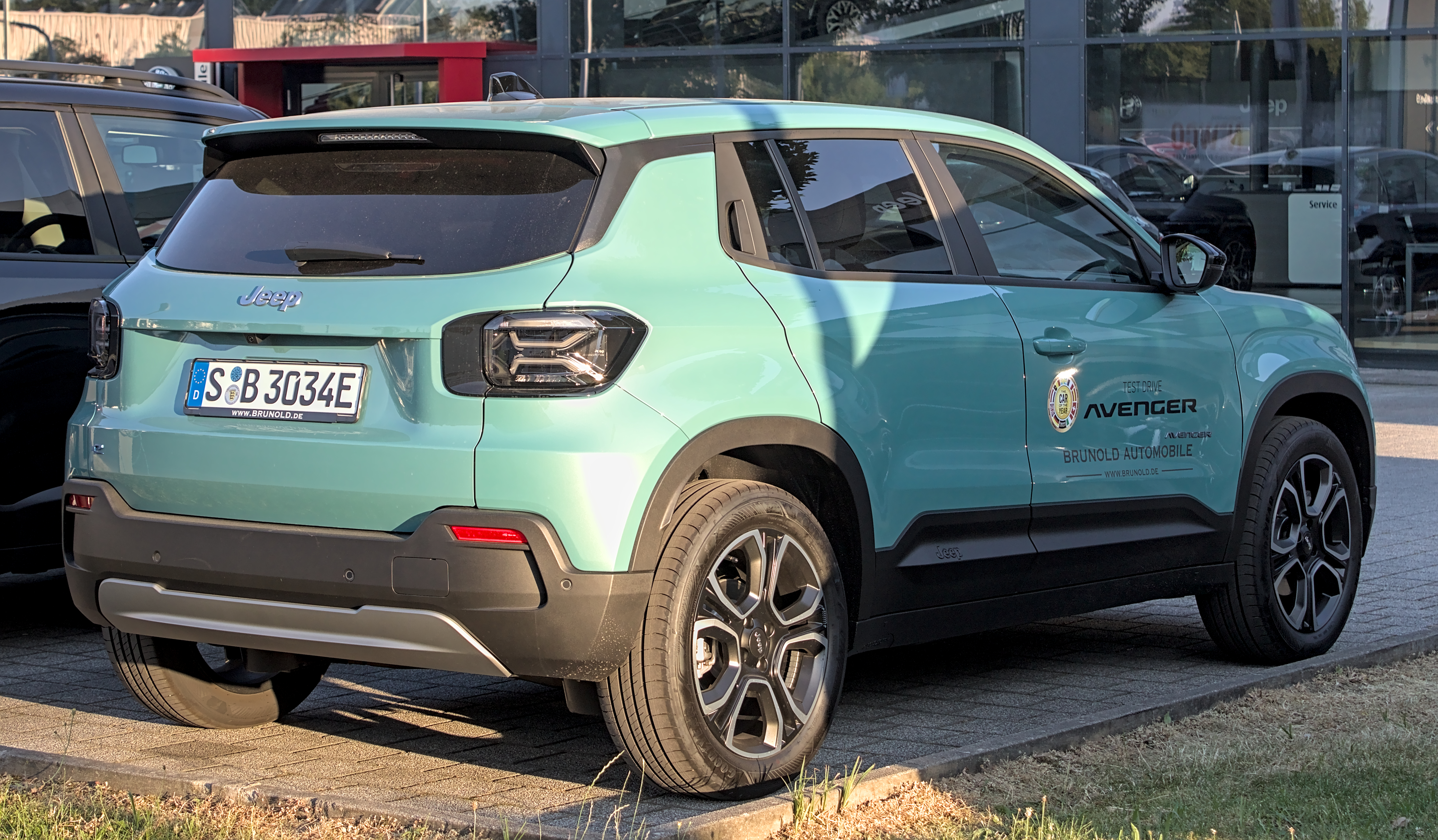
Вид сзади
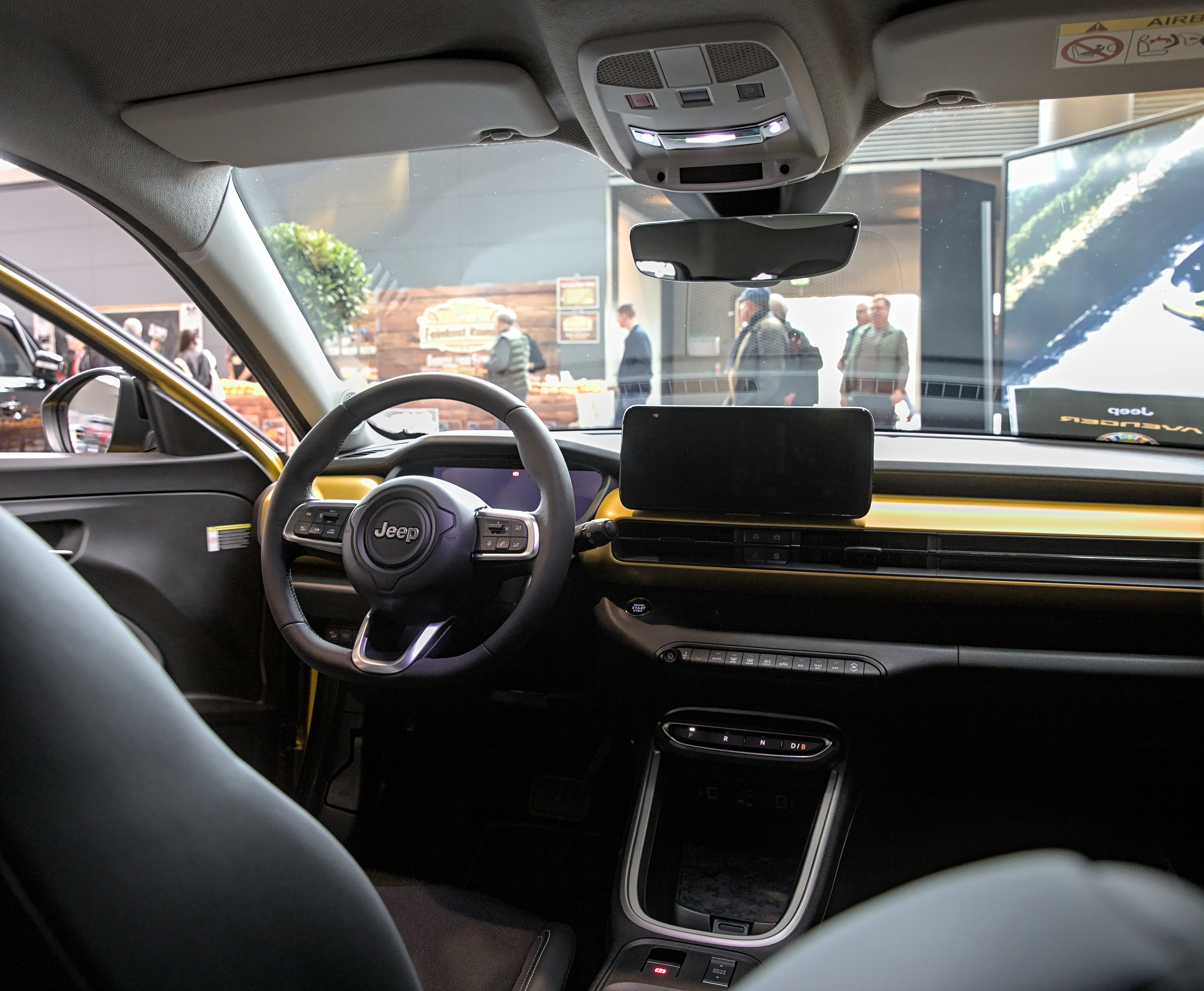
Интерьер

### Avenger EV
Электромобиль Jeep Avenger EV оснащён двигателем напряжением 400 В компании Emotors. Его мощность составляет 156 л. с., крутящий момент — 260 Н*м. Запас хода составляет 400 км.

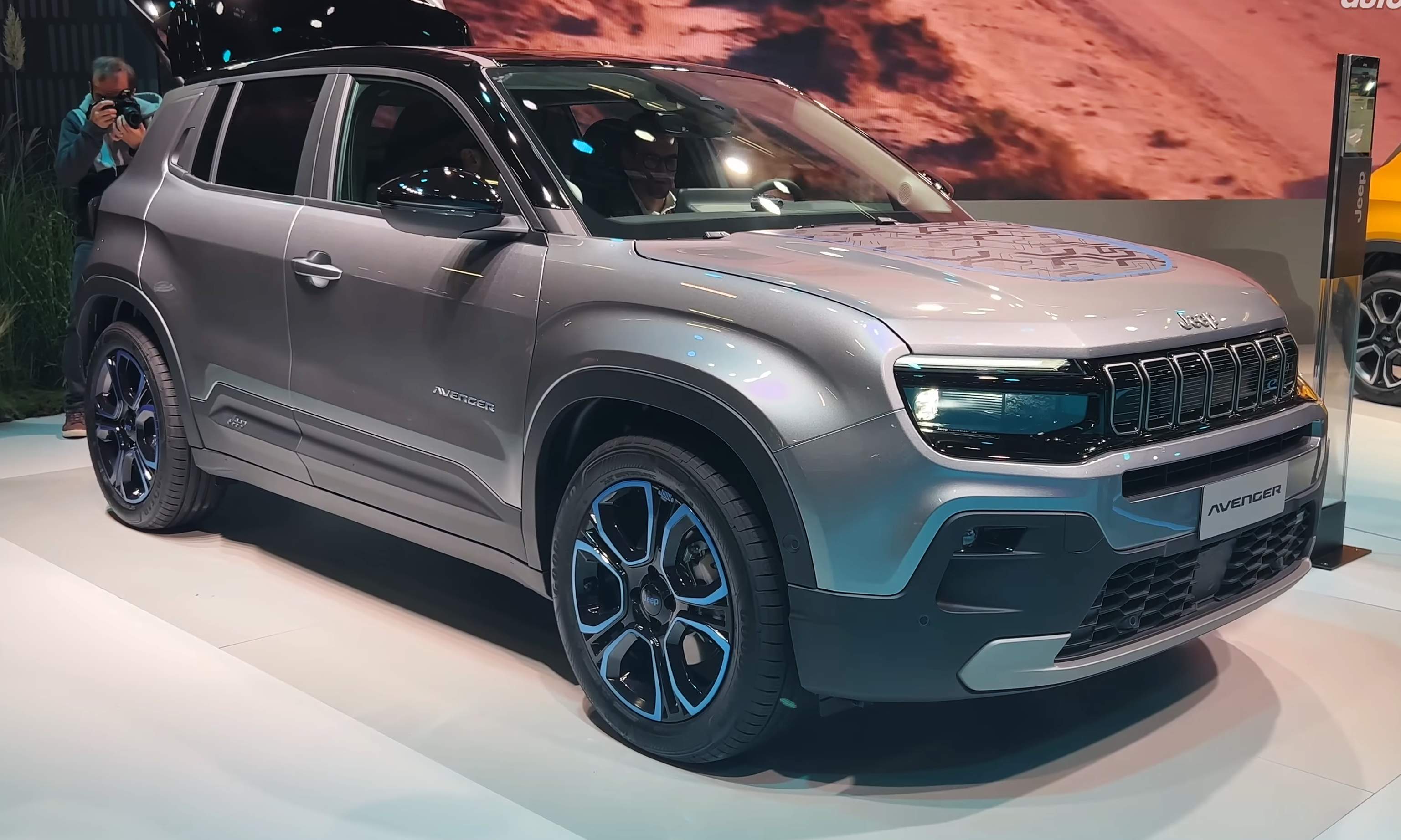
Jeep Avenger EV

## Avenger 4xe Concept

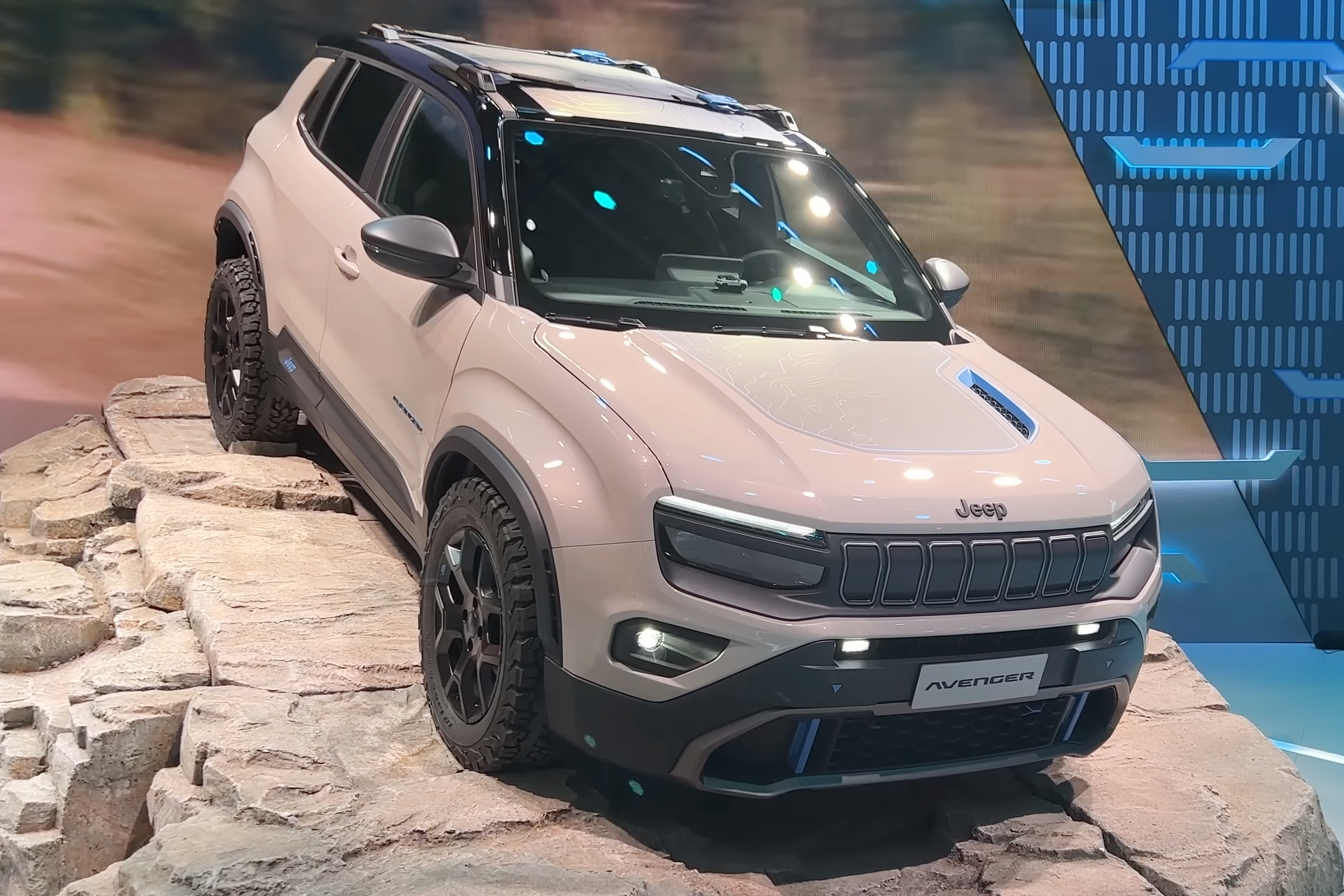
Jeep Avenger 4xe

Концепт-кар автомобиля Jeep Avenger был представлен в октябре 2022 года на Парижском автосалоне. Его высота составляет 200 мм.